# مهدی انصاری
مهدی انصاری (زادهٔ ٧ آبان ۱۳۷۳ در تبريز و اهل ميانه) شناگر و مربی شنای اهل ایران است. او عضو تیم‌ملی شنای ایران می‌باشد و در رشته شنای پروانه توانایی بالایی دارد و توانسته است مدال های داخلی و خارجی زیادی را از آن خود کند و رکورد های  زیادی را در ورزش شنا جابه جا کند.

## افتخارات
مدال های بین‌المللی و داخلی
دو بار به عنوان بهترین شناگر ایرانی